# Beatallica
Beatallica es una banda de estadounidense de freak metal que fusiona canciones de The Beatles y Metallica. Sus canciones son versiones de temas de The Beatles tocadas al estilo de Metallica, mezclando ambas letras y con la poderosa voz de Jaymz, muy parecida a la de James Hetfield.

## Historia
La banda se fundó en 2001  por el guitarrista original "Krk Hammetson" y el cantante "Jaymz Lennfield". El primer EP, A Garage Dayz Nite, fue grabado para el Spoof Fest, que es un concierto anual que se celebra en Milwaukee, ciudad de origen de la banda. Más tarde ese año, uno de los CD que habían vendido en el concierto llegó a las manos de David Dixon que creó una página web con los MP3's colgados en ella,  y llamó a la banda Beatallica. La banda no tenía conocimiento de ella misma hasta que David Dixon les conoció en el verano del 2002, llevando consigo un buen puñado de correos electrónicos de fanes. Beatallica dio el visto bueno a la página y a petición de esos fanes grabó el EP Beatallica, también conocido como The Grey Album, sacándolo el 1 de abril de 2004, parodia de Metallica (The Black Album) y The Beatles (The White Album)
En el 2004, la banda, junto al bajista Kliff McBurtney y el baterista Ringo Larz, comenzó a tocar en directo a nivel nacional e internacional, utilizando en sus conciertos elementos visuales tanto de The Beatles como de Metallica. Llegaron incluso a ejercer de teloneros para Dream Theater. Beatallica siguió su periplo tocando con bandas como Motörhead, Testament, Kreator, Sepultura y a tocar en festivales por todo el mundo.
En 2007 la formación actual del grupo, Jaymz Lennfield (voz principal, guitarra rítmica), Grg Hammetson III (guitarra), Kliff McBurtney (bajo, coros) y Ringo Larz (batería) entró al estudio a regrabar muchos de los temas originales y a escribir temas nuevos para su debut oficial Sgt. Hetfield's Motorbreath Pub Band para su nuevo sello Oglio Records.
En mayo de 2008, sacaron el sencillo All You Need Is Blood grabado en 13 idiomas para agradecer a los fanes de todo el mundo su apoyo.
En septiembre y octubre de 2008, sacaron el álbum Sgt. Hetfield's Motorbreath Pub Band y el sencillo All You Need is Blood  en Japón.
Este año la banda volvió al estudio para grabar un nuevo álbum, Masterful Mystery Tour, el cual fue lanzado internacionalmente el 4 de agosto. La Banda también rodó su primer videoclip oficial: Hero of the Day Tripper.

## Problemas legales
Para evitar problemas legales, la banda utilizó una política estrictamente no-comercial, ya que todas sus canciones se podían descargar de forma gratuita y se respaldaban en el total anonimato. Metallica sabe de su existencia y nunca han dicho que fueran a tomar acciones legales, conociéndose incluso el 1 de abril de este año en París, Francia; de hecho Lars Ulrich, James Hetfield y Kirk Hammett han dicho públicamente que les parecen divertidos.
Pero en febrero de 2005, Sony/ATV Music Publishing, compañía que tiene los derechos sobre las canciones de The Beatles, les anunció que debían cesar en su empresa, ya que partes de su página web, según ellos, incurrían en un delito de derechos de autor. La banda se libró de muchos problemas, en gran medida, gracias al baterista de Metallica, Lars Ulrich que se ofreció a darles asistencia legal. Sony, por consiguiente llegó a un acuerdo con el grupo y con Oglio Records, por lo cual pudo ver la luz el álbum "Sgt. Hetfield's Motorbreath Pub Band".

## Miembros
- Jaymz Lennfield - Voz, letras, guitarra rítmica.
- Grg Hammetson III - Guitarra líder, coros.
- Kliff McBurtney - Bajo, coros.
- Ringo Larz - Batería

Esta es la formación actual. Desde su creación la banda ha tenido otros dos guitarristas.

## Discografía
- 2001: A Garage Dayz Nite (EP)
- 2004: Beatallica

- 2007: Sgt. Hetfield's Motorbreath Pub Band
- 2008: All You Need Is Blood ("Maxi-single" en 13 idiomas).
- 2008: Sgt. Hetfield's Motorbreath Pub Band(Edición Japonesa, con Bonus Tracks)
- 2008: All You Need Is Blood ("Maxi-single" en 13 idiomas) (Edición Japonesa, con Bonus Tracks)
- 2009: Masterful Mystery Tour
- 2009: Winter Plunderband
- 2013: Abbey Load